# Esperanza (1813)
La goleta Esperanza fue un buque corsario al servicio de las Provincias Unidas del Río de la Plata durante la lucha por la independencia.

## Historia
La Esperanza era un mercante con matrícula del puerto de Buenos Aires, propiedad de Manuel Campos Silva.
Durante el segundo sitio de Montevideo el general José Rondeau solicitó autorización para armar tres buques corsarios que operarían desde la ciudad de Maldonado contra el tráfico fluvial de la ciudad sitiada: el lugre La Bruja, El Americano y la goleta Esperanza. En este caso, sería armada en corso por su patrón y propietario, Campos Silva.
El 22 de noviembre de 1813 el gobierno de las Provincias Unidas del Río de la Plata comunicó a Rondeau que aprobaba su solicitud. La última mención a los servicios de la Esperanza es una certificación de Rondeau por sus servicios prestados datada en enero de 1814.
No debe confundirse con la goleta Hope, propiedad de Guillermo Brown.